# Chrzęstniak
Chrzęstniak (łac. chondroma) – łagodny nowotwór tkanki chrzęstnej, różnicujący się w kierunku chrząstki szklistej.

## Objawy i przebieg
Wyróżnia się trzy podstawowe typy chrzęstniaków:
- chrzęstniak śródkostny (łac. enchondroma) – zwykle lokalizuje się w kościach ręki, bliższym odcinku kości ramiennej, dalszym odcinku kości udowej i piszczelowej;
- kostniakochrzęstniak (łac. osteochondroma, exostosis osteocartillaginea) – pojawia się jako zmiana pojedyncza, zwykle w obrębie przynasad części dalszej kości udowej, części bliższej kości piszczelowej, ramieniowej i w obrębie miednicy; zmiana ma charakter kostnej szypuły sterczącej z przynasady, pokrytej "czapeczką" chrząstki szklistej; w 5–10% przypadków na podłożu osteochondroma rozwija się chondrosarcoma;
- chrzęstniak przykostny (łac. chondroma periostale) – podokostnowy rozrost chrząstki szklistej, zwykle zachodzący w kościach kończyn.

## Patogeneza
Stwierdzono uwarunkowania genetyczne w części przypadków chrzęstniaka śródkostnego mnogiego (chrzęstniakowatość śródkostna, enchondromatosis, choroba Olliera). Współistnienie śródkostnych mnogich chrzęstniaków i naczyniaków tkanek miękkich występuje w wariancie tej choroby, zespole Maffuciego. Oba zespoły cechuje ponadto wysoka skłonność do rozwoju nowotworów złośliwych.
Wszystkie odmiany występują najczęściej u chorych poniżej 30. roku życia. Leczenie jest operacyjne.